# Heikki Patomäki

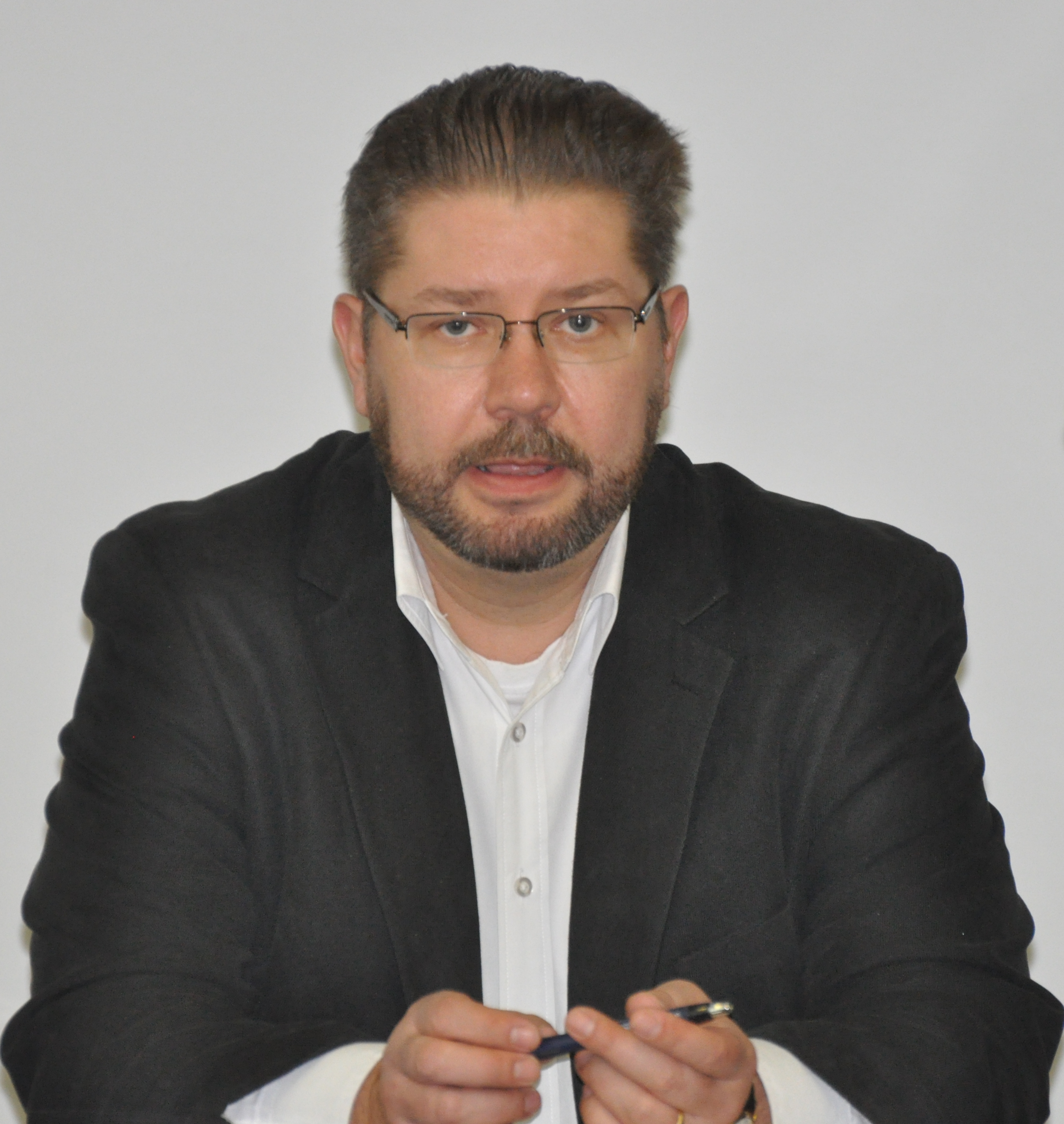
Heikki Patomäki (2011)

Heikki Patomäki (* 15. Januar 1963 in Helsinki) ist ein finnischer Politikwissenschaftler, der als Professor of World Politics (Global Political Economy) an der Universität Helsinki forscht und lehrt.

## Leben
Patomäki studierte Politikwissenschaft an der Universität Turku, wo er 1988 das Magister-Examen ablegte, 1989 den forschungsorientierten Abschluss Lizenziat erreichte und 1993 zum Ph.D. promoviert wurde. Nach Tätigkeiten als Dozent und Forschungsassistent an der Universität Turku und am Finnish Institute of International Affairs in Helsinki lehrte er von 1998 bis 2001 als Reader Internationale Beziehungen und von 2001 bis 2003 als Professor of world politics and economy an der britischen Nottingham Trent University. Seit 2003 ist Patomäki Professor an der Universität Helsinki. Von 2006 bis 2007 war er zugleich Forschungsdirektor am Helsinki Collegium for Advanced Studies und von 2007 bis 2010 Professor an der australischen RMIT University in Melbourne inne.
Patomäki ist seit 2018 Mitglied der Finnischen Akademie der Wissenschaften und Gründungsmitglied des Helsinki Centre for Global Political Economy.
Zu Patomäkis Forschungsinteressen zählen Philosophie und Methodologie der Sozialwissenschaften, Friedensforschung, Zukunftsforschung, Wirtschaftstheorie, globale politische Ökonomie und globale politische Theorie. Er ist Gründungsmitglied des Network Institute for Global Democratisation und war von Anfang an in der internationalen Attac-Bewegung aktiv, teilweise als  Vorsitzender von ATTAC Finnland.

## Schriften (Auswahl)
- World Statehood: The Future of World Politics. Springer, Cham 2024, ISBN 978-3-031-32307-2.
- Mit Tuomas Forsberg: Debating the war in Ukrai.ne. Counterfactual histories and future possibilities. Routledge, New York 2022, ISBN 9781032450827.
- The three fields of global political economy. Routledge Taylor & Francis Group, London/New York 2022, ISBN 9780367763985.
- Disintegrative Tendencies in Global Political Economy. Exits and Conflict. Routledge Taylor & Francis Group, London/New York 2018, ISBN 9781138065307.
- The great Eurozone disaster. From crisis to global New Deal. Zed Books, London/New York 2012, ISBN 9781780324791.
- After international relations. Critical realism and the (re)construction of world politics.  Routledge, London/New York 2002, ISBN 0415256593.